# Stenz
Der aus dem Rotwelschen stammende Begriff Stenz bezeichnet sowohl einen Stock oder Wanderstab als auch – davon abgeleitet – einen Zuhälter oder einen Frauenhelden. Als Wurzel wird stemmen oder ein älteres stenzen in der Bedeutung „stoßen“ angenommen.

## Bezeichnung für Stock

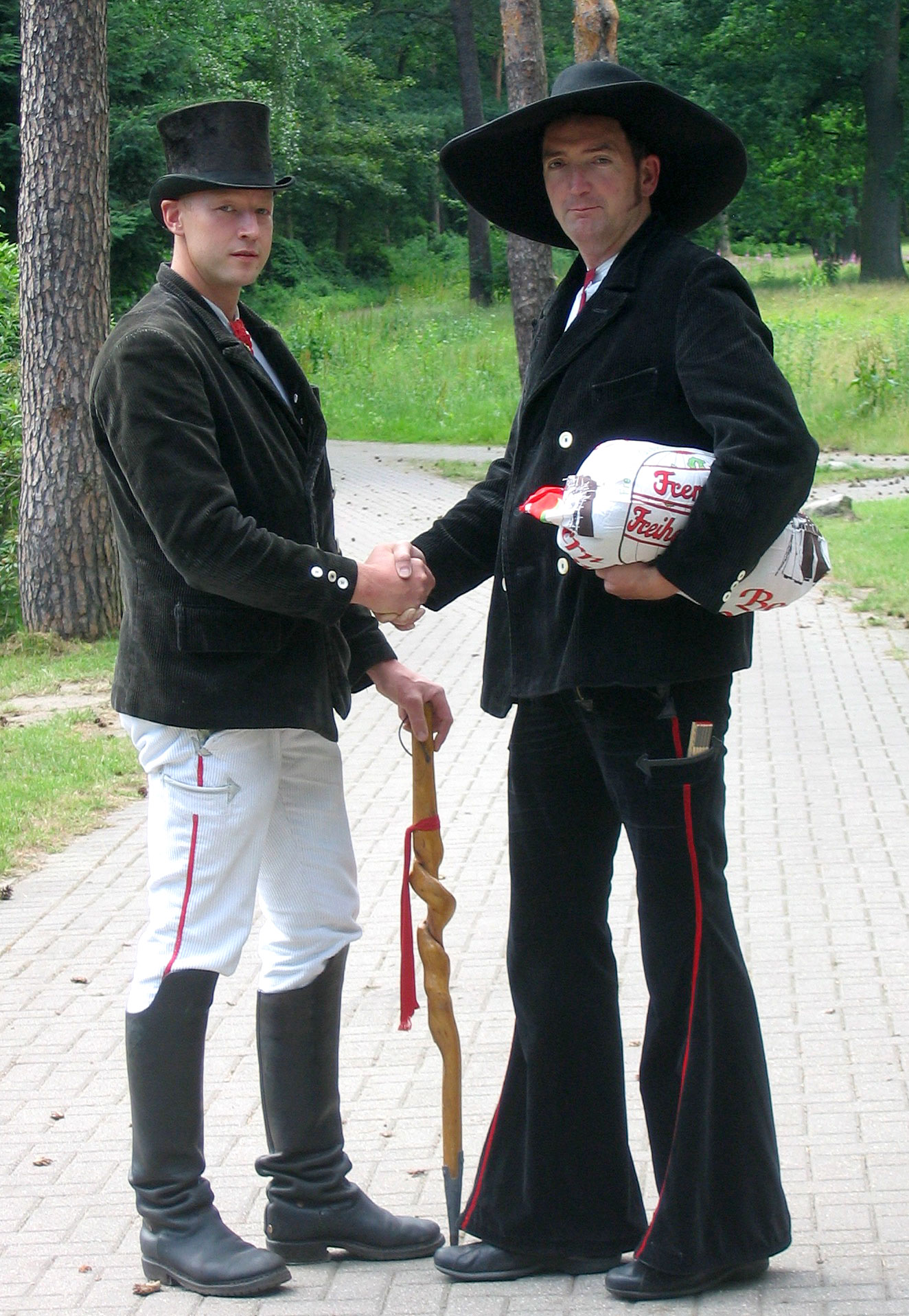
Fremde Freiheitsbrüder mit Stenz

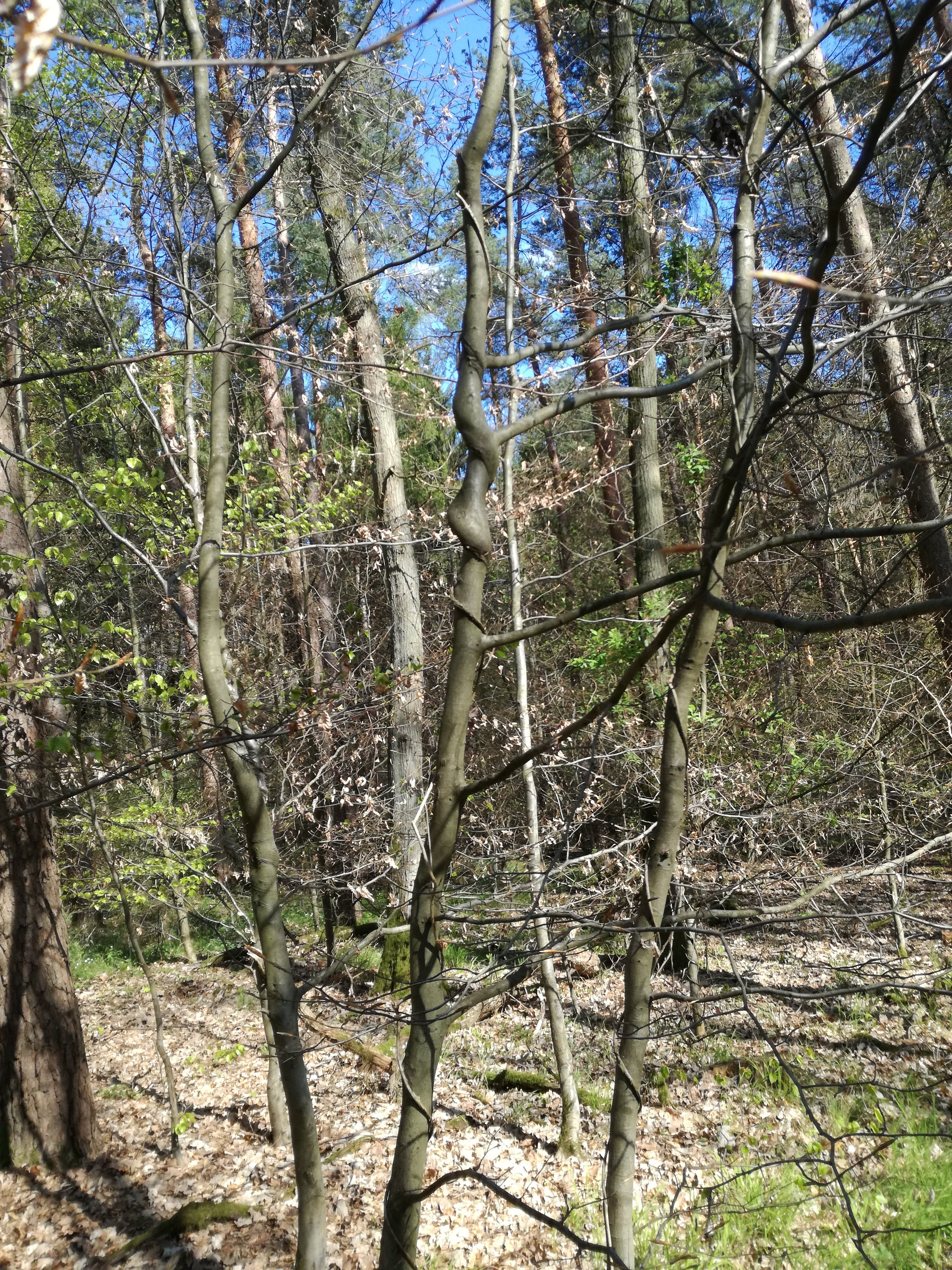
Spiralförmig gewachsene Buche (Stenz) bei Wettenberg 2017

Die Bezeichnung ist spätestens seit 1687 – zunächst als Stemß, seit dem frühen 19. Jahrhundert als Stenz – in der Bedeutung ‚Stock‘, ‚Wanderstab‘ belegt. Bei den fahrenden Handwerkern versteht man darunter den typischen knotig verdrehten oder wendelförmig gewachsenen Wanderstock. Er dient neben seiner Funktion als Wanderstock auch zur Verteidigung. Der Stenz erhält seine charakteristische Form dadurch, dass er von einer Schlingpflanze, zum Beispiel Geißblatt oder Knöterich, während des Wachstums umschlungen und so geformt wird. Die Schlingpflanze windet sich um einen jungen Baum oder einen Ast, und da sie nicht dehnbar ist, bekommt der Baum (oder Ast) beim Wachstum die typischen Auswulstungen, er wächst aus der Umschlingung heraus. Deshalb ist ein Stenz auch vorwiegend an Flussläufen zu finden, wo die genannten Schlingpflanzen bevorzugt wachsen. In Kreisen des fahrenden Handwerks besteht die Ansicht, dass man einen „echten“ Stenz nicht finden kann, sondern dass der Stenz seinerseits den Besitzer auswählt und „findet“.
Meist übernimmt der Handwerksgeselle die Fertigung des eigenen Stocks. Es gibt die Stöcke vereinzelt aber auch von Traditionsbetrieben des Berufskleidungsfachhandels
.
Eine spezielle Variante der als Stenz bezeichneten Wanderstöcke ist der in Kreisen einiger Studentenverbindungen verbreitete Ziegenhainer.

## Personenbezeichnung
Als Metonymie übertragen vom Stock auf dessen Träger bedeutet Stenz sowohl in Rotwelsch wie auch in einigen deutschen Mundarten „Zuhälter“ (z. B. Kölnische und Zürcher Umgangssprache) bzw. „Mann, der sich im Rotlichtmilieu bewegt und entsprechend kleidet“ oder allgemeiner „Geck, eitler Mensch, Weiberheld“.
Das Bild des urbanen Münchener Stenzes wurde in jüngerer Zeit geprägt durch die Fernsehserie Monaco Franze – Der ewige Stenz (1983) mit dem 1997 verstorbenen Schauspieler Helmut Fischer in der Hauptrolle des Franz Münchinger. Der Regisseur der Serie, Helmut Dietl, definierte den Stenz folgendermaßen:

„Von etwas windiger Eleganz, der jeweils herrschenden Mode immer einen Schritt vorausstolzierend, hat der Stenz die Pflege seines Haupthaares sowie die Pflege seiner Schuhe – von denen er unzählige besitzt – zu kultischen Handlungen entwickelt. Er legt Wert auf Umgangsformen bzw. das, was er dafür hält, und schafft es, das oberste Ausstrahlungsziel dabei nicht aus den Augen zu verlieren: immer cool und lässig zu sein.“

In der engeren Bedeutung „Zuhälter, Dealer, Gangster“ ist Stenz auch in der Sprache des Deutschrap gebräuchlich geworden, so besonders in den Songtexten des Labels German Dream und der dort vertriebenen Stenz Music von Eko Fresh.

## Bezeichnung für Penis
Im Rotwelschen (spätestens 1904 in der Form G’stens) und in der Wiener Umgangssprache (Gschdends, Gstänz) bezeichnet das Wort auch das männliche Geschlechtsorgan, abgeleitet von der Person des Stenzes und ihrer Beziehung zur Weiblichkeit, als obszöne Zweitbedeutung zu „Stock“ (vgl. Prügel) oder auch zu den Verben stemmen (wienerisch schdemman) bzw. stanzen in deren obszöner Zweitbedeutung für die Ausübung des Geschlechtsverkehrs.

## Stenzenals Verb
Vom Stock (als Schlaginstrument) oder von seinem Träger (und dessen milieubedingten Verhaltensweisen) abgeleitet, ist im Rotwelschen und in einigen Mundarten das Verb stenzen in den Bedeutungen „schlagen“ und „stehlen“, besonders „Obst stehlen“, gebräuchlich und deshalb zuweilen auf das Abschlagen des Obstes mit einem Stock zurückgeführt. In Österreich ist dafür stanzen geläufiger.
Der Duden beschreibt die Bedeutung als
„flanieren, bummeln“.